# Caso Edwards contra Vannoy
Edwards contra Vannoy foi um caso de 2021 da Suprema Corte dos Estados Unidos, envolvendo uma decisão anterior da Corte, no caso Ramos contra Louisiana, de 2020,  que determinou que os veredictos do júri em julgamentos criminais devem ser unânimes, nos termos da Sexta Emenda da Constituição dos EUA. A Suprema Corte decidiu, por seis votos a três, que a decisão do caso Ramos não se aplicava retroativamente.

## Contexto
De acordo com a Sexta Emenda da Constituição dos Estados Unidos, uma pessoa que está sendo acusada criminalmente deve ser julgado por um júri. Leis  federais requerem que o júri tenha uma decisão unânime, para que haja condenação, mas os estados são livres para adaptar a legislação federal aos seus próprios requisitos de condenação, desde o julgamento do caso Apodaca contra Oregon, de 1972. Todos os estados, à exceção de dois, adotaram o requisito estabelecido pela lei federal: apenas os estados de Louisiana e Oregon, assim como o território de Porto Rico, admitiram a condenação por maioria de votos. Em 2019, Louisiana mudou a sua lei, passando a ser necessária uma decisão unânime do júri, para a condenação .
O caso Ramos contra Louisiana foi levado à Suprema Corte para contestar a regra de condenação por maioria de votos do júri, antes de sua alteração com base nas leis Jim Crow, sobre discriminação racial. A Suprema Corte decidiu, por seis votos a três, que a Sexta Emenda era um direito incorporado aos estados, e que a permissão de Louisiana e Oregon para condenação mediante veredictos não unânimes do júri era inconstitucional, anulando a decisão do caso Apodaca contra  Oregon. Os votos se dividiram segundo as linhas ideológicas dos juízes, com a divergência do presidente do tribunal,  John Roberts, e dos juízes Samuel Alito e Elana Kagan.

## O caso
Thedrick Edwards era um afro-americano que fora condenado em 2007 na Louisiana, sob a acusação de estupro, assalto à mão armada e sequestro. Todas as condenações do júri foram não  unânimes, e Edwards alegou que o estado havia manipulado a seleção do júri para reduzir a representação minoritária no júri; o único jurado negro votara contra todas as condenações. Edwards passou os anos que se seguiram contestando sua condenação com base no fato de que as leis  da Louisiana sobre condenações não unânimes pelo júri  eram inconstitucionais e peticionou à Suprema Corte, antes da decisão do caso Ramos, usando os mesmos argumentos que Ramos havia apresentado. Com a decisão sobre o caso Ramos, em abril de 2020, Edwards encaminhou uma petição à Suprema Corte para questionar se a decisão do caso  Ramos deveria ser aplicada retroativamente ou não.
Edwards entrou com uma petição de certiorari na Suprema Corte, antes da decisão do caso Ramos contra Louisiana. Posteriormente, ele alterou sua petição à Corte para perguntar se a decisão sobre Ramos deveria ser aplicada retroativamente. A Corte concedeu certiorari à petição revisada de Edwards, em maio de 2020, sobre a questão limitada de se  Ramos contra Louisiana se aplicava retroativamente a casos de revisão colateral federal.
As sustentações orais foram ouvidas em 2 de dezembro de 2020, por teleconferência, em razão da pandemia de COVID-19. Comentaristas descobriram que os juízes estavam indecisos quanto à aplicação retroativa de suas decisões. Enquanto boa parte das decisões da Suprema Corte não têm efeitos retroativos, algumas decisões envolveram certos "direitos ao watershed (em inglês, 'divisor de águas'; termo específico do Direito estadunidense que dá o direito a reabertura de casos criminais em decorrência de novas leis processuais, em vigor, que possam alterar o julgamento, caso estivessem vigentes na época da condenação) para exigir aplicação de efeitos retroativos, como, por exemplo, o direito a um advogado, conforme foi decidido no caso Gideon contra Wainwright (372 E.UA. 335 (1963)); a capacidade de aplicar efeitos retroativos a decisões de casos envolvendo direitos básicos foi definida, em princípio, no caso Teague contra Lane (489 E.U.A. 288 (1989)), mas os juízes estavam incertos se existiam avaliações que determinassem o que seriam os "direitos a watershed".
O Tribunal prolatou a sua decisão em 17 de maio de 2021. Em um julgamento por 6-3 votos, o Tribunal confirmou a decisão da primeira instância. O voto da maioria foi escrito pelo juiz Brett Kavanaugh e foi acompanhado pelos conservadores do Tribunal, que entenderam que a decisão do caso Ramos não se aplicava retroativamente. A decisão da maioria determinou que o requisito para o voto unânime do júri não era watershed o suficiente para que a decisão do caso  Ramos retroagisse. Kavanaugh escreveu: "Continuar a articular uma exceção teórica que nunca realmente se aplica na prática oferece falsa esperança aos réus, distorce a lei, engana os juízes e desperdiça os recursos do advogado de defesa, promotores e tribunais." Kavanaugh redigiu que os Estados eram livres para renovar os julgamentos para estes casos específicos por si sós. Na decisão judicial, Kavanaugh também sugeriu que seria impossível qualquer mudança futura nos procedimentos criminais do tribunal que pudessem chegar ao nível de watershed definido no julgamento de Teague contra Lane, e nem teria qualquer mudança em juízo que fosse anterior ao caso de Edwards, que teria atendido ao padrão estabelecido no caso  Teague para os requisitos de watershed. Como tal, Kavanaugh considerou que essa parte da decisão de Teague foi anulada.
A juíza Elena Kagan prolatou o voto vencido junto com os juízes Stephen Breyer e Sonia Sotomayor . Kagan criticou a decisão, dizendo que "aqueles condenados com base em leis que não produziram veredictos justos e confiáveis serão deixados desamparados nos tribunais federais".